# ノンプロフィットレビュー
『ノンプロフィットレビュー』（The Nonprofit Review）は、日本NPO学会編集委員会の公式機関誌。

## 概要
2001年創刊。査読制。日本で唯一NPOを中心的なトピックスとして扱った学術雑誌であるが、NPO研究の周辺フィールドとして位置づけられる、慈善活動（寄付、ボランティア）、ソーシャルキャピタル、企業の社会貢献活動（CSR)、更には公共マーケットに関する分析に至るまで比較的幅広いトピックスを扱う。